# Ficus caloneura
Ficus caloneura är en mullbärsväxtart som beskrevs av Wilhelm Sulpiz Kurz. Ficus caloneura ingår i släktet fikonsläktet, och familjen mullbärsväxter. Inga underarter finns listade i Catalogue of Life.